# Prosperita Open 2007
Il Prosperita Open 2007 è stato un torneo di tennis facente parte della categoria ATP Challenger Series nell'ambito dell'ATP Challenger Series 2007. Il torneo si è giocato a Ostrava in Repubblica Ceca dal 30 aprile al 5 maggio 2007 su campi in terra rossa e aveva un montepremi di $42 500+H.

## Vincitori

### Singolare
Bohdan Uhlirach ha battuto in finale  Lukáš Dlouhý con il punteggio di 6–4, 6–4

### Doppio
Bastian Knittel /  Lukáš Rosol hanno battuto in finale  Aleksandr Kudrjavcev /  Alexander Krasnoroutsky con il punteggio di 2–6, 7–5, [11–9]